# Afrodiziákum

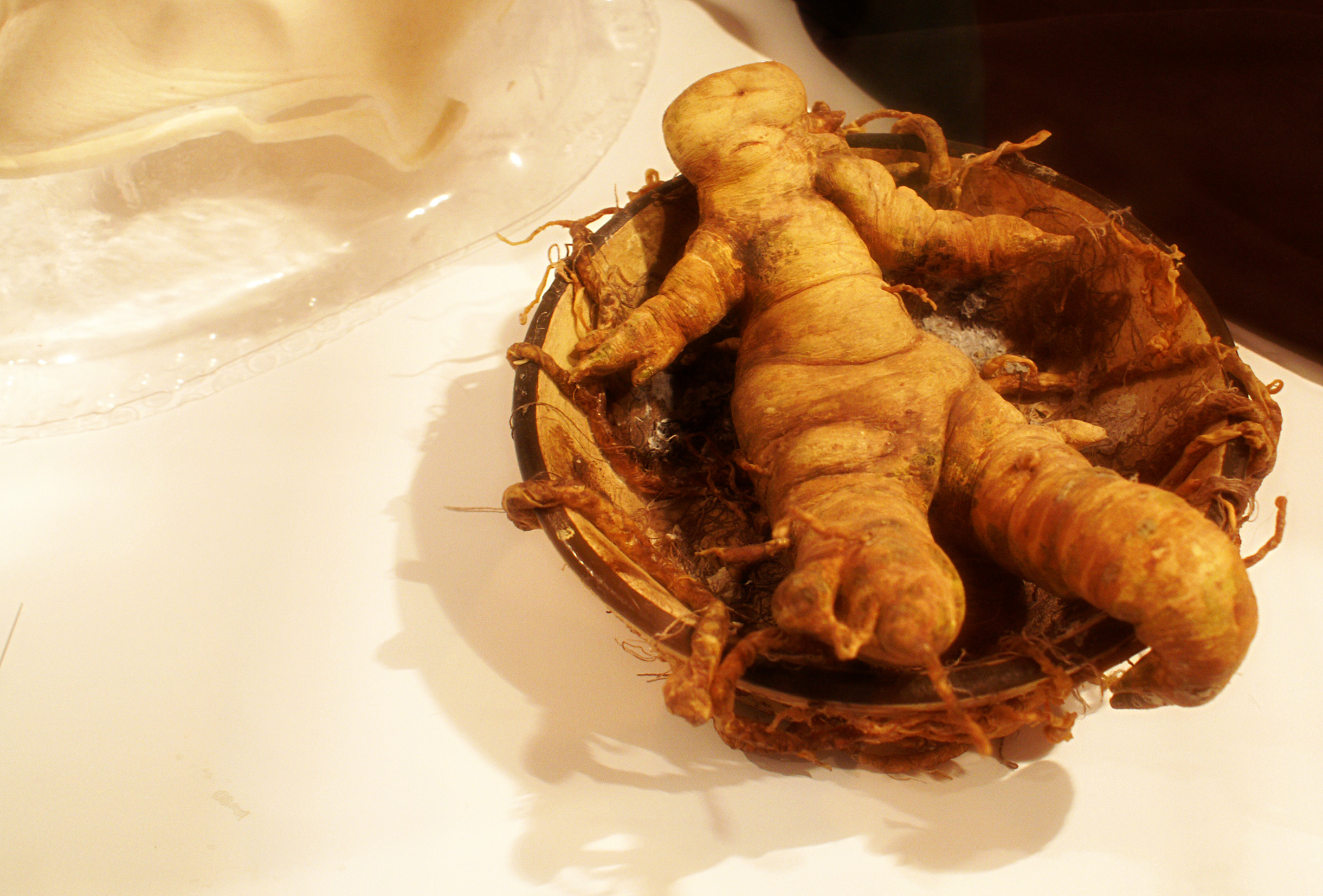
Régen a mandragóra gyökeréről azt tartották, hogy szerencsét hoz, de a női frigiditás ellen is alkalmazták

Az afrodiziákum vagy vágyfokozó olyan anyag, amely a hiedelmek szerint élénkíti a nemi vágyat és a nemi aktivitást. A természetben sok ilyen gyümölcs, fűszer és zöldség megtalálható. Ezek fogyasztása pozitívan hat az ezeket fogyasztók nemi életére. Afroditéről, a görög istennőről nevezték el mindazokat a szereket, amelyektől a szexuális vágy felkeltését vagy visszaadását főleg a férfiak remélik.
Ilyen hatásúak lehetnek
- gyökerek, növények: mandragóra, ginzeng, szezám, szarvasgomba, spárga leve, a petrezselyem magja, zab, koladió kivonata, egyes csucsorfélék, kosborfélék, édeskömény, tökmag, gyömbér, sáfrány, fokhagyma, szerecsendió, szegfűszeg, cékla
- ételek: osztriga, tenger gyümölcsei, zeller, kaviár, tojás – különösen a fürjtojás (gasztronómia és kultúra), csokoládé
- keverékek: ördöggyökér, komlófőzet, illetve különféle parfümök.
- állatok és részeik: porrá tört kőrisbogár, szarvasfélék agancsából készült porok és kivonatok, orrszarvúak szarvából készült őrlemény

Ezek egyikéről sem bizonyosodott be, hogy serkentő hatása volna, bár az agancs esetében a vizsgálatok megerősítik, hogy a benne található anyagoknak vannak a szervezet működésére kedvező hatásai, még ha ezek nem is feltétlenül a férfiasságot fokozzák.